# Luckau (Brandenburg)

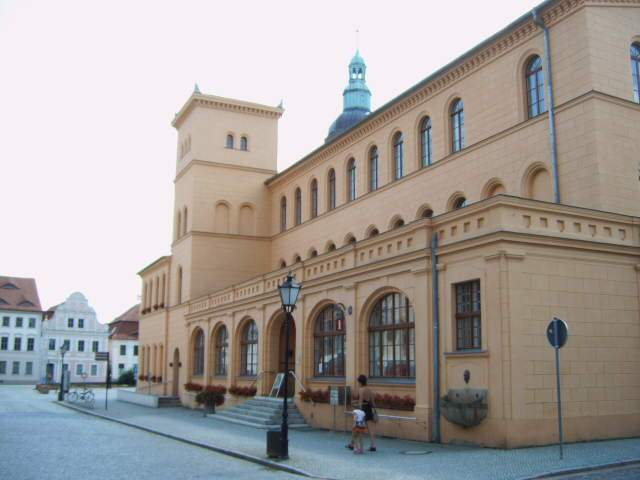
Gemeentehuis

Luckau is een gemeente in de Duitse deelstaat Brandenburg, en maakt deel uit van het Landkreis Dahme-Spreewald.
Luckau telt 9.443 inwoners.